# Cementerio de Baikove
El Cementerio de Báikove (en ucraniano: Ба́йкове кладовище) es un cementerio famoso e histórico en el raión Holosiiv en Kiev, Ucrania. Es un monumento histórico nacional de Ucrania. Fue establecido en 1833. Muchos ucranianos famosos han sido enterrados aquí, entre ellos: Myjailo Hrushevski, Lesya Ukraínka, Leonid Osyka, Volodýmyr Scherbytsky y Valeri Lobanovski.
El cementerio recibe su nombre de la cercana propiedad de Báikove. La parte más antigua del cementerio está situada al sur de la actual calle Báikove. La mayor parte del espacio se encuentra al norte de la calle y fue construida en la década de 1880. En parte, está rodeado por un muro. Además de las tumbas ortodoxas también hay secciones católicas y luteranas.